# Сторожова будка

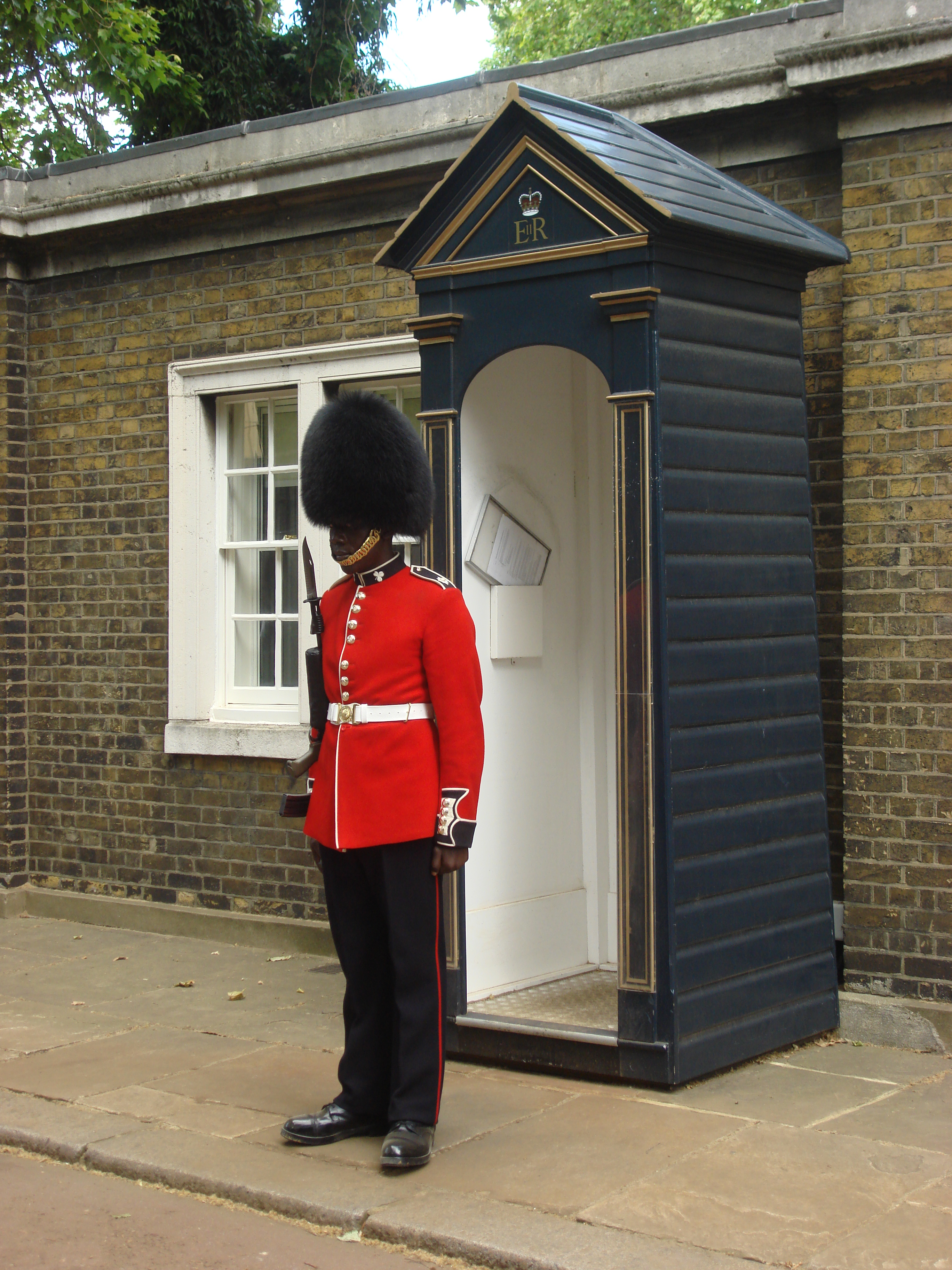
Сторожова будка для вартового Британської гвардії

Сторожова будка — маленьке укриття з відкритою передньою частиною, призначене для розміщення вартового або сторожа, захисту його від негоди. Сторожові будки можуть фарбуватися в національні кольори.

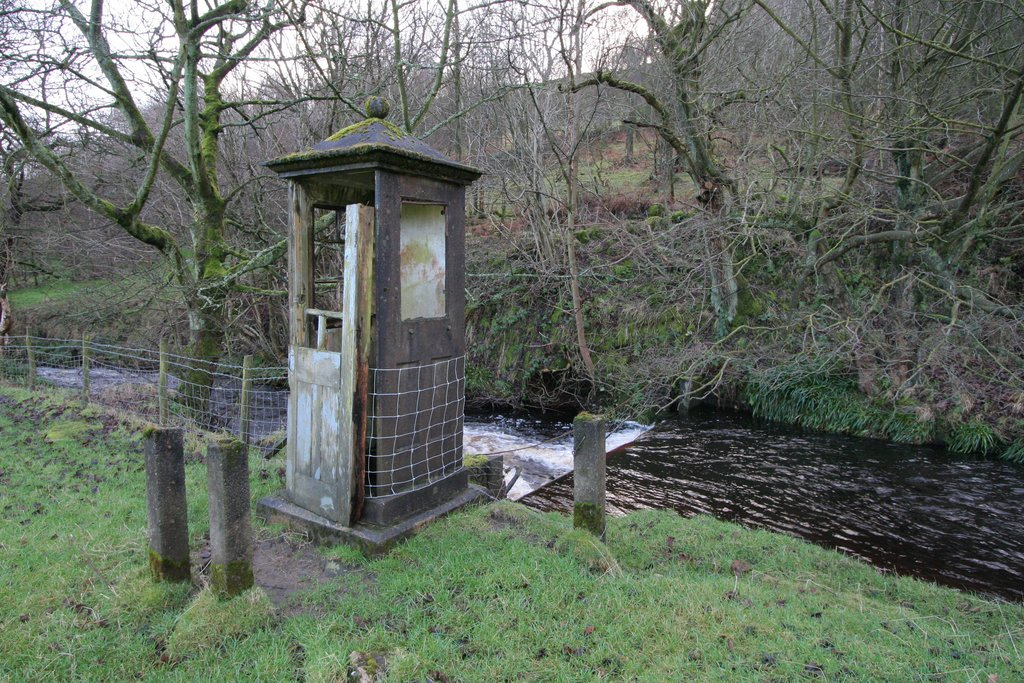
Руїни будки на водомірному посту
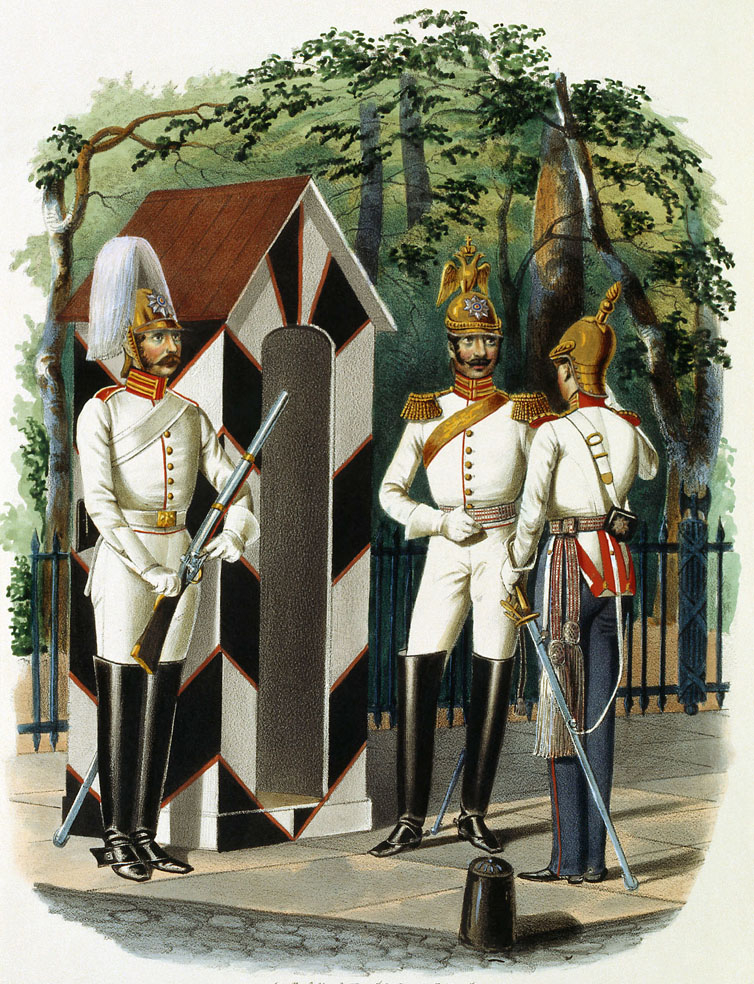
Військовослужбовці Кінного полку Російської гвардії
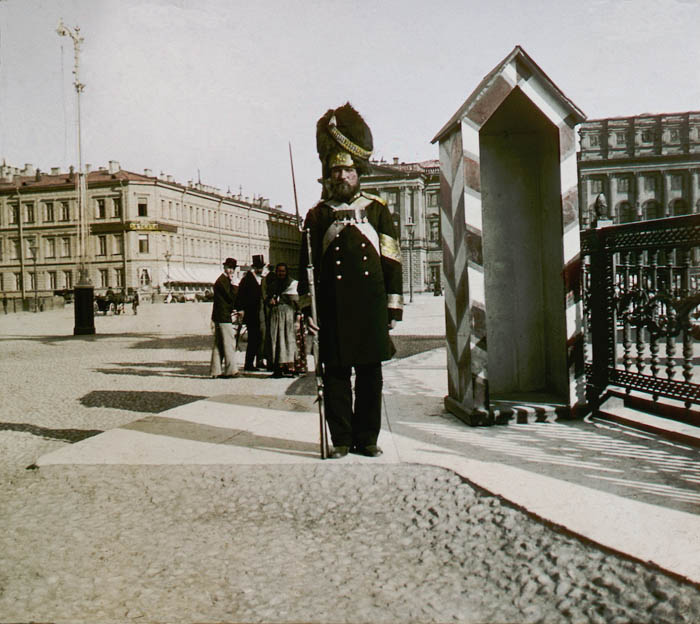
Вартовий на Ісаакіївській площі в Санкт-Петербурзі біля пам'ятника Миколі I. Фото Ф. Краткого
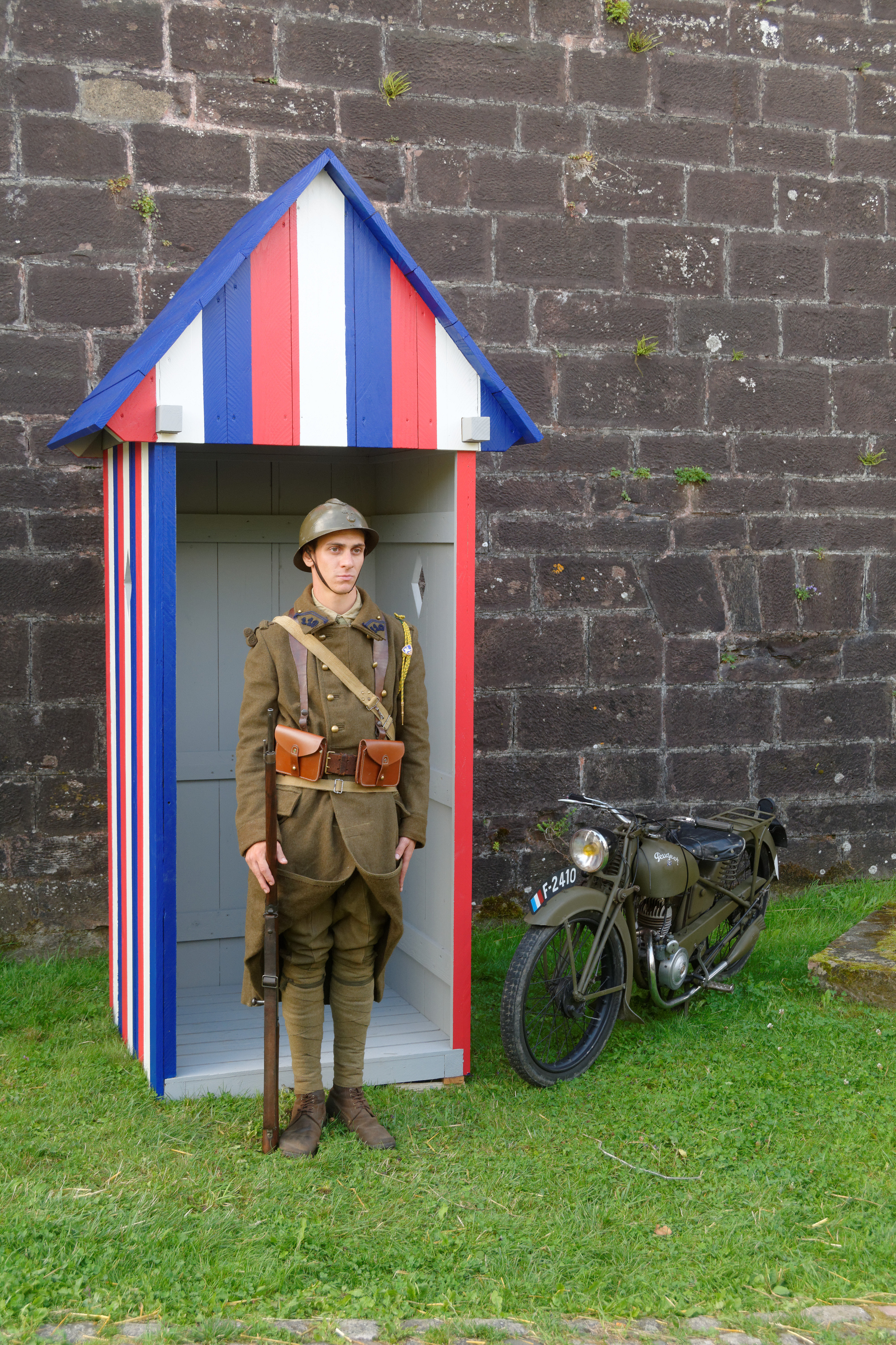
Сторожова будка в кольорах французького прапора
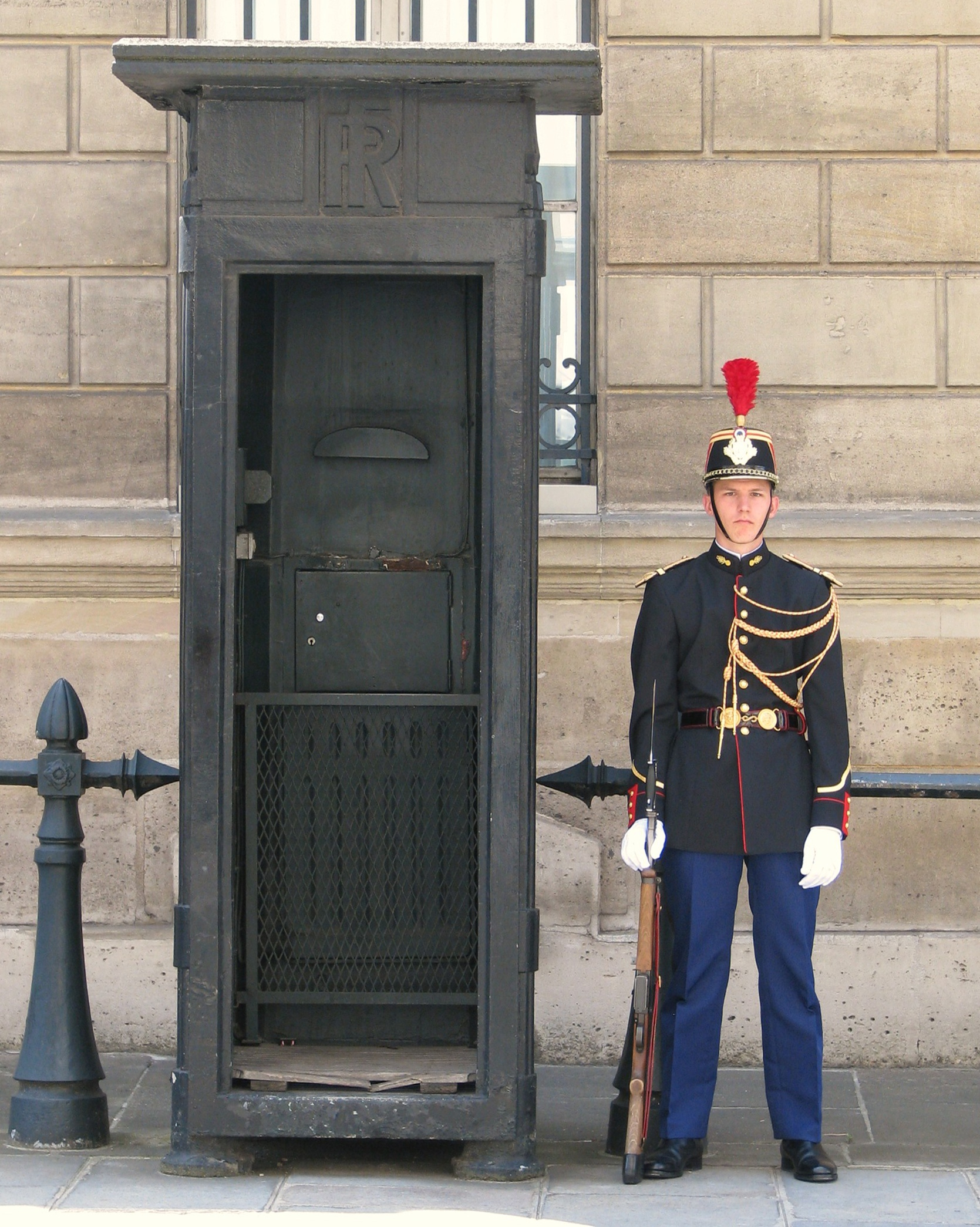
Сторожова будка біля входу в Єлисейський палац
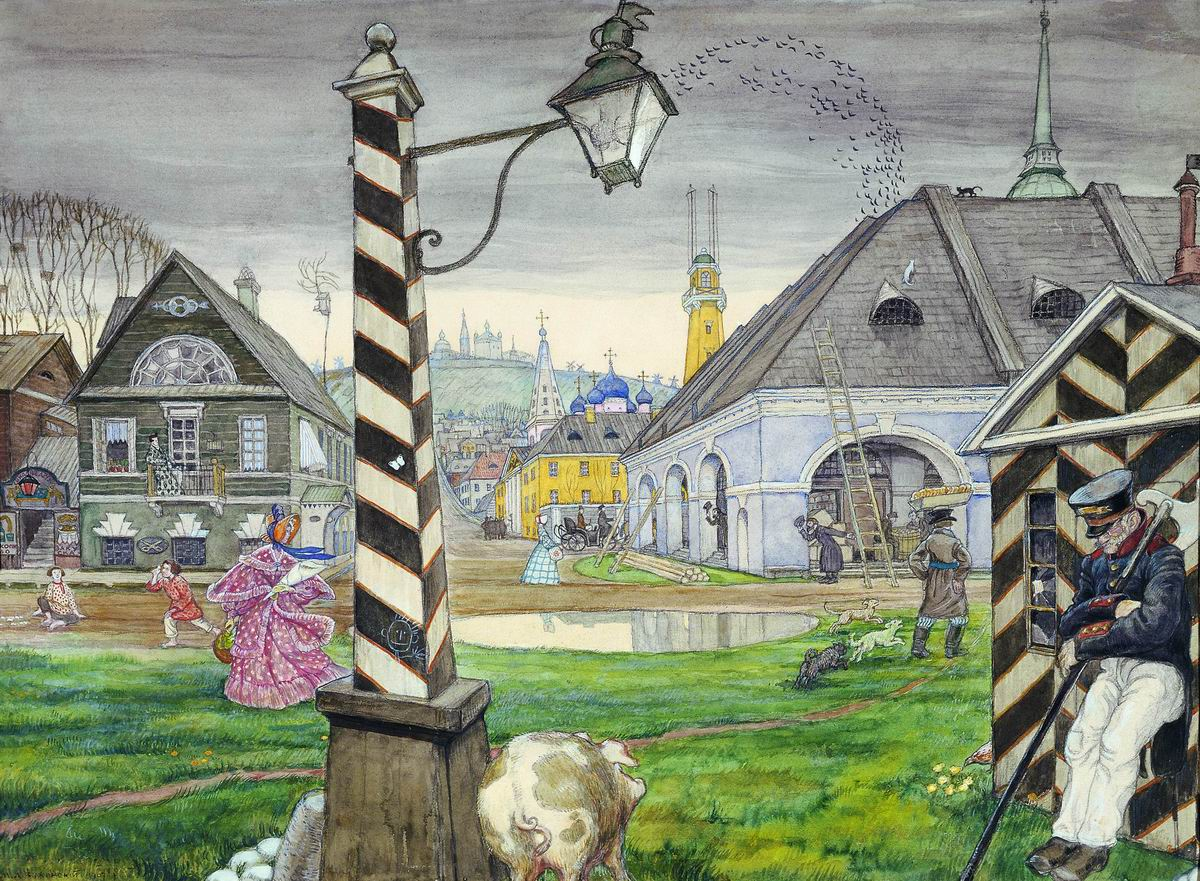
М. В. Добужинський «Місто в миколаївський час». Оригінал малюнка для випуску № 47 серії пізнавальних брошур «картини з російської історії», видання Й. М. Кнебеля, 1908—1913 років.